# Юдіт Ракерс
Юдіт Ракерс (нім. Judith Deborah Rakers, нар. 6 січня 1976, Падерборн, Західна Німеччина) — німецька журналістка і телеведуча, відома за роботою на телеканалі ARD та як ведуча новинної програми Tagesschau.

## Біографія
Юдіт Ракерс народилася у місті Падерборн і виросла у Бад-Ліппшпрінге з батьком-одинаком. Закінчила гімназію «Пелізей» у Падерборні, після чого з 1995 до 2001 року вивчала у Мюнстерському університеті журналістику та комунікаційні науки, германістику, а також нову і новітню історію.
Під час навчання працювала радіоведучою на місцевих радіостанціях Radio Hochstift та Antenne Münster.
З січня 2004 року до 17 січня 2010 року вела регіональну програму Hamburg Journal на телеканалі Norddeutscher Rundfunk.
З 7 липня 2005 року до 31 січня 2024 року була ведучою новин Tagesschau на телеканалі ARD. Також була дикторкою новин у програмах Tagesthemen, Nachtmagazin та Morgenmagazin.
Ракерс також є ведучою токшоу Radio Bremen під назвою 3 nach 9.
14 травня 2011 року була однією з ведучих Пісенного конкурсу Євробачення 2011, що проходив у Дюссельдорфі, разом зі Штефаном Раабом та Анке Енгельке.